# Las píldoras
Las píldoras es una película filmada en colores de Argentina dirigida por Enrique Cahen Salaberry según el guion de Oscar Viale (con adaptación de Isaac Aisemberg), basada en la obra teatral homónima  que se estrenó el 3 de agosto de 1972 y que tuvo como protagonistas a Darío Víttori, Susana Brunetti, Santiago Bal, Élida Marletta, Tincho Zabala y Vanessa Show, la primera vedette travesti argentina.

## Sinopsis
Un profesor moralista llega a un hotel de veraneo con su hija y su secretaria.

## Reparto
Participaron en el filme los siguientes intérpretes:
- Darío Víttori como Darío.
- Susana Brunetti
- Santiago Bal
- Tincho Zabala
- Osvaldo Brandi
- Elida Marletta como Paloma.
- Tono Andreu
- José Luis Mazza
- Cuny Vera
- Thelma del Río
- Ernesto Nogués
- Takayama
- Katunga
- Los Linces
- Horacio Dalli
- Vanessa Show como Lulú.

## Comentarios
Confirmado escribió:

”Entendiendo como humor la torpeza y el constante doble sentido, los personajes evolucionan alrededor del tema sexual, manoseándolo y convirtiéndolo en una deleznable manía .”

Manrupe y Portela escriben:

”Tratamiento superficial de un tema por entonces candente (los anticonceptivos orales), y con antecedente inmediato en un éxito teatral.”